# Schmidtiana insignita
Schmidtiana insignita es una especie de escarabajo longicornio del género Schmidtiana. Fue descrita científicamente por Pascoe en 1866.
Se distribuye por Malasia (Borneo). Mide 33,5-48 milímetros de longitud. El período de vuelo ocurre en el mes de abril.